# Darko Tuševljaković
Darko Tuševljaković (Zenica, 21. lipnja 1978.)  srpski je pisac i prevoditelj.

## Životopis
Rođen je 1978. u Zenici. Pohađao je vrtić u Makarskoj, pa u Zadru, gdje je krenuo i u osnovnu školu, dok je gimnaziju pohađao u Pančevu. Studirao je engleski jezik i književnost u Kragujevcu. Sada živi i radi u Beogradu.
Prvu je priču objavio 2002. godine u zbirci Bun(t)ovna p(r)oza, projektu pod pokroviteljstvom UNESCO-a, u kojoj su sudjelovali mladi pisci iz Srbije, Hrvatske i Bosne i Hercegovine. Priča je prevedena na engleski, njemački i bugarski.
Od tada je objavio preko 20 minijatura, priča, novela i pjesama u raznim tiskanim i elektronskim časopisima i antologijama. Uz pisanje se bavi i prevođenjem te sviranjem raznih instrumenata. Kao prevoditelj radio je na prijevodu tri nebeletristične knjige, a samostalno je preveo dva romana; Vitez Genea Wolfea i Kad život zasija Serdara Oskana.

## Nagrade i priznanja
Godine 2004. dobio je nagradu društva ljubitelja znanstvene fantastike “Lazar Komarčić” za najbolju novelu. 

## Vanjske poveznice
- http://www.darkotusevljakovic.com

 Napomena: Ovaj tekst ili jedan njegov dio preuzet je s internetskih stranica SFere ili SFeraKona. Vidi dopusnicu za Wikipediju na hrvatskome jeziku.